# زمین‌لغزش ۲۰۱۷ سیچوآن
زمین‌لغزش ۲۰۱۷ سیچوآن روز یکشنبه ۲۵ ژوئن در استان سیچوآن در جنوب غربی چین بوقوع پیوست. این حادثه که ساعت ۵:۳۸ صبح به وقت محلی روی داد ۱۵ کشته و ۱۲۰ مفقود بر جای گذاشت. گروه‌های امدادی بلافاصله به محل حادثه شتافتند و در حال جستجوی مفقودین در میان آوارها هستند. همچنین نیروهای پزشکی نیز به تیم امداد و عملیات جستجو پیوستند. مقام‌های چینی گفتند که عملیات نجات با مشارکت ۴۰۰۰ نیروی امدادی درجریان است.

## تلفات و خسارات
این حادثه ۱۲۰ مفقود و ۱۵کشته بر جای گذاشته‌است. تاکنون اجساد ۱۵ تن از کشته شدگان این حادثه در خلال عملیات جستجوی نیروهای امدادی کشف شد.
بارش شدید باران باعث زمین‌لغزش شده‌است. براساس گزارش‌های منتشر شده در این حادثه حدود ۳ میلیون مترمکعب سنگ و خاک از کوه به سمت روستای شینمو سرازیر شد که بر اثر آن ۶۲ خانه مسکونی در زیر آوار کوه مدفون گردید، مسیل ۲ کیلومتری رودخانه‌ای مسدود شد و ۱٫۶ کیلومتر از جاده همجوار بطور کامل تخریب گردید.
پلیس محلی گفت که نبود پوشش گیاهی در محل واقعه، زمین‌لغزش را شدیدتر کرده‌است.

## موضعگیری‌ها
رئیس‌جمهوری چین از امدادگران خواسته از هیچ تلاشی فروگذار نکنند.

## پیشینه
در فصول باران‌خیز رانش زمین از سوانح معمول در مناطق کوهستانی چین به‌شمار می‌آید. در سال ۲۰۰۸ زمین‌لغزش در استان سیچوان ۸۷ هزار کشته به جای گذاشت.